# Lijst van trainers van Rizespor
Hier is een lijst van trainers die vanaf 1968 tot het heden, nog hebben gecoacht bij Rizespor.

## Trainers

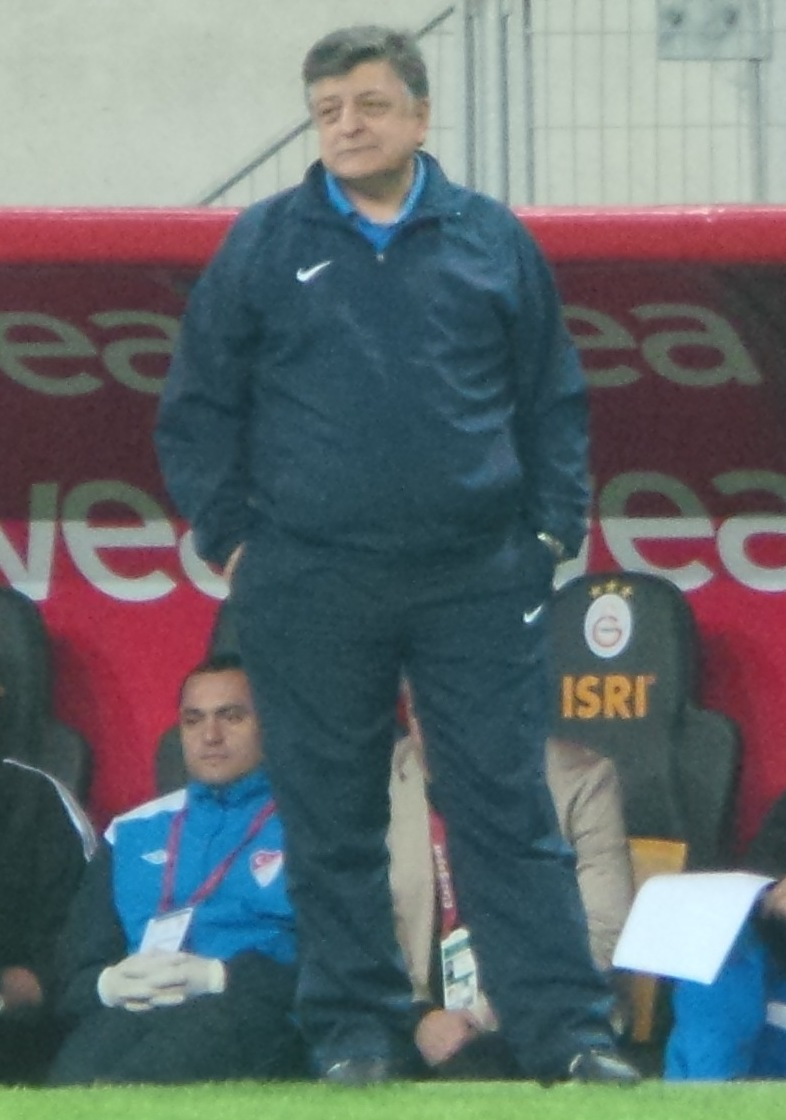
Yılmaz Vural. Was in 2004 de trainer van het ploeg.

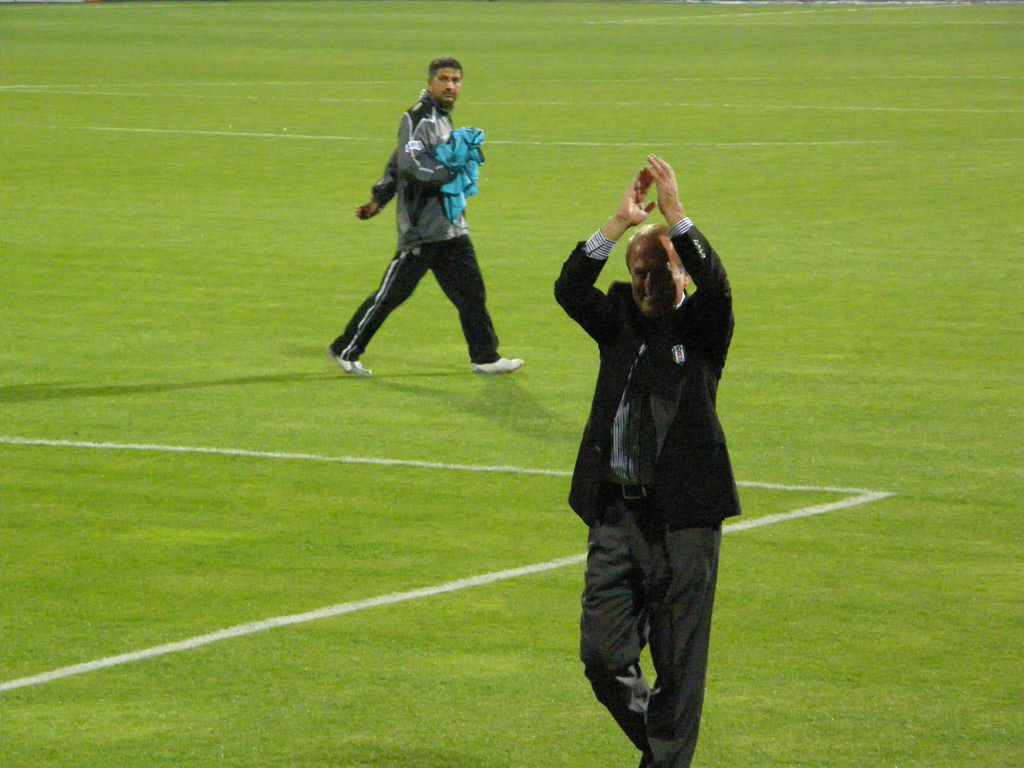
Mustafa Denizli, was in 2013 trainer van het promoverende ploeg.

### De jaren 60, 70 & 80
| Manager             | Years   |
| ------------------- | ------- |
| Şenol Birol         | 1968–69 |
| Ahmet Şamlıoğlu     | 1969–70 |
| Minacettin Barut    | 1970–72 |
| Gazanfer Olcayto    | 1972–74 |
| Turgut Kafkas       | 1974–75 |
| Suat Mamat          | 1975–76 |
| Tekin Yolaç         | 1976–77 |
| Erdoğan Gürhan      | 1977–78 |
| Şenol Birol         | 1978    |
| Gürsel Aksel        | 1978–79 |
| Zeynel Zorluer      | 1979–80 |
| Cevdet Soyluoğlu    | 1980–81 |
| Turgut Kafkas       | 1981–82 |
| Tezcan Uzcan        | 1982–83 |
| Suphi Varol         | 1983–84 |
| Cesarettin Alptekin | 1984–85 |
| Enver Katip         | 1985–86 |
| Nedim Güner         | 1986–87 |
| Fethi Demican       | 1987–88 |

### 1988-2005
| Naam                | Jaren   |
| ------------------- | ------- |
| Davut Şahin         | 1988    |
| Adolf Remy          | 1988–89 |
| Cesarettin Alptekin | 1989–90 |
| Enver Katip         | 1990–92 |
| Numan Zafer         | 1992–93 |
| Giray Bulak         | 1993–96 |
| Ömer Kadri Özcan    | 1996–97 |
| Ömer Kaner          | 1997    |
| Yaşar Elmas         | 1997–98 |
| Celal Kıbrızlı      | 1998–99 |
| Cem Pamiroğlu       | 1999–00 |
| Rasim Kara          | 2000    |
| Karol Pecze         | 2000–02 |
| Fuat Yaman          | 2002–03 |
| Hikmet Karaman      | 2003–04 |
| Yılmaz Vural        | 2004    |
| Rıza Çalımbay       | 2004    |
| Erdoğan Arıca       | 2004–05 |

### 2005-heden
| Manager         | Years     |
| --------------- | --------- |
| Mehmet Albayrak | 2005      |
| Metin Yıldız    | 2005      |
| Sakıp Özberk    | 2005–06   |
| Güvenç Kurtar   | 2006      |
| Safet Sušić     | 2006      |
| Rıza Çalımbay   | 2006–07   |
| Samet Aybaba    | 2007–08   |
| Saffet Susiç    | 2008      |
| Erdoğan Arıca   | 2008      |
| Metin Diyadin   | 2008–09   |
| Suat Kaya       | 2009      |
| Hasan Vezir     | 2009      |
| Oktay Çevik     | 2009–10   |
| Ümit Kayıhan    | 2010–11   |
| Hüseyin Kalpar  | 2011–12   |
| Giray Bulak     | 2012      |
| Mustafa Denizli | 2012–2013 |
| Rıza Çalımbay   | 2013-     |